# The Cad
The Cad è un cortometraggio muto del 1915 interpretato e diretto da Ben Wilson.

## Produzione
Il film fu prodotto dalla Rex Motion Picture Company.

## Distribuzione
Distribuito dall'Universal Film Manufacturing Company, il film - un cortometraggio in una bobina - uscì nelle sale cinematografiche USA il 24 agosto 1915. Ne venne fatta una riedizione che fu distribuita il 6 giugno 1916.